# Hesperantha acuta
Hesperantha acuta är en irisväxtart som först beskrevs av Martin Heinrich Karl von Lichtenstein, Johann Jakob Roemer och Schult., och fick sitt nu gällande namn av Ker Gawl. Hesperantha acuta ingår i släktet Hesperantha och familjen irisväxter. Inga underarter finns listade i Catalogue of Life.